# Music from the Motion Picture Soundtrack RUSH
Music from the Motion Picture Soundtrack RUSH ist ein Soundtrack-Album des britischen Rockmusikers Eric Clapton. Es erschien im Januar 1992 unter dem Label Reprise Records. Alle Stücke wurden ab Dezember 1991 im Film Fieberhaft – Undercover in der Drogenhölle (Rush) verwendet.

## Hintergrund
Nachdem sein vierjähriger Sohn gestorben war, begann Clapton, auf einer alten Akustikgitarre Songs zu komponieren. Einer davon war sein größter Hit Tears in Heaven. Clapton sagt, dass es in dem Lied um den im Film dargestellten Verlust gehe und nicht um seinen Sohn. Das Album sei deshalb so gut gelungen, weil er die Möglichkeit gehabt hatte, mit vielen Musikern seiner Journeyman World Tour und 24 Nights zu arbeiten. Am 18. Dezember 1991 stellte Clapton den Soundtrack in Hollywood vor.

## Titelliste
| Nr.          | Titel                                      | Autor(en)                                   | Länge |
| ------------ | ------------------------------------------ | ------------------------------------------- | ----- |
| 1.           | New Recruit                                | Eric Clapton                                | 1:31  |
| 2.           | Tracks and Lines                           | Eric Clapton                                | 3:01  |
| 3.           | Realization                                | Eric Clapton                                | 2:41  |
| 4.           | Kristen and Jim                            | Eric Clapton                                | 3:40  |
| 5.           | Preludin Fugue                             | Eric Clapton                                | 3:20  |
| 6.           | Cold Turkey                                | Eric Clapton                                | 2:24  |
| 7.           | Will Gaines                                | Eric Clapton • Randy Kerber • Russ Titelman | 3:50  |
| 8.           | Help Me Up                                 | Eric Clapton • Will Jennings                | 5:53  |
| 9.           | Don’t Know Which Way to Go (mit Buddy Guy) | Willie Dixon • Al Perkins                   | 10:48 |
| 10.          | Tears in Heaven                            | Eric Clapton • Will Jennings                | 4:32  |
| Gesamtlänge: | Gesamtlänge:                               | Gesamtlänge:                                | 41:37 |

## Kritikerstimmen
Wie Harald Kepler in seiner Rezension für Stereo schrieb, spürte er den Unfalltod von Claptons Sohn in den „schlichten“ Liedern mitschwingen, die bewiesen, dass Clapton den Blues nicht nur spiele, sondern ihn „habe“. Er vergab 8 von 10 möglichen Punkten.
Andreas Obst verzichtete in der Frankfurter Allgemeinen Zeitung auf eine Wertung, da Filmmusik eine „funktionale Determiniertheit“ innewohne und es „ungerecht [wäre], den Eric Clapton der Gegenwart an diesen […] Aufnahmen zu messen“.
Allmusic-Kritiker Steven McDonald findet den Soundtrack „exzellent“ und lobt, dass die Veröffentlichung „viel mehr bietet, als andere Film-Soundtracks“, da „Claptons Herz und Intensität auf dem Album zu spüren“ sei. Der Gitarrist sei „selten besser als hier“ gewesen. Er vergab 3 von 5 Punkten für das Album.
Kritiker David King bezeichnet das Werk als „Soundtrack des Jahrhunderts“.

## Auszeichnungen und Nominierungen
| Jahr | Verband | Auszeichnung                                                                                | Werk            | Resultat  | Quelle |
| ---- | ------- | ------------------------------------------------------------------------------------------- | --------------- | --------- | ------ |
| 1992 | HFPA    | Golden Globe Award – Bester Filmsong                                                        | Tears in Heaven | Nominiert | [ 7 ]  |
| 1992 | MTV     | MTV Movie Award – Bester Filmsong                                                           | Tears in Heaven | Nominiert | [ 7 ]  |
| 1993 | NARAS   | Grammy Award – Best Song Written for a Motion Picture, Television or Other Visual Media     | Tears in Heaven | Nominiert | [ 8 ]  |
| 1993 | NARAS   | Grammy Award – Best Song Written Specifically for a Motion Picture or for Television        | Tears in Heaven | Nominiert | [ 7 ]  |
| 1993 | NARAS   | Grammy Award – Best Instrumental Composition Written for a Motion Picture or for Television | Tears in Heaven | Nominiert | [ 7 ]  |
| 1993 | NARAS   | Grammy Award – Record of the Year                                                           | Tears in Heaven | Gewonnen  | [ 9 ]  |
| 1993 | NARAS   | Grammy Award – Song of the Year                                                             | Tears in Heaven | Gewonnen  | [ 10 ] |
| 1993 | NARAS   | Grammy Award – Best Pop Solo Performance                                                    | Tears in Heaven | Gewonnen  | [ 11 ] |

## Chartplatzierungen
In den Vereinigten Staaten belegte das Album Platz 24 der Billboard 200. In Neuseeland erreichte die Veröffentlichung Platz 19 der Recorded Music NZ und verblieb insgesamt 12 Wochen in den Charts. In der niederländischen Hitparade positionierte sich Music from the Motion Picture Soundtrack RUSH auf Rang 51 und blieb ebenfalls 12 Wochen in den MegaCharts.

## Auszeichnungen für Musikverkäufe
| Land/Region               | Auszeichnungen für Musikverkäufe (Land/Region, Auszeichnung, Verkäufe) | Verkäufe |
| ------------------------- | ---------------------------------------------------------------------- | -------- |
| Japan (RIAJ)              | —                                                                      | 61.000   |
| Kanada (MC)               | Gold                                                                   | 50.000   |
| Vereinigte Staaten (RIAA) | Gold                                                                   | 500.000  |
| Insgesamt                 | 2× Gold ·                                                              | 611.000  |

Hauptartikel: Eric Clapton/Auszeichnungen für Musikverkäufe